# Stephen Gilbert (Schriftsteller)
Stephen Gilbert (geboren am 22. Juli 1912 in Newcastle, Nordirland; gestorben am 23. Juni 2010 in Whiteabbey, Nordirland) war ein irischer Schriftsteller, bekannt vor allem durch seinen unter dem Titel Willard verfilmten Roman Aufstand der Ratten.

## Leben
Gilbert war der Sohn des Kaufmanns William Gilbert und von Evelyn Helen, geborene Haig. Er wuchs im Osten von Belfast auf. Mit 10 Jahren wurde er auf eine englische Privatschule in Cheshire geschickt, anschließend besuchte er die Loretto School bei Edinburgh, die er 1930 ohne Abschluss verließ.
Er arbeitete dann eine Zeit lang als Journalist für den Northern Whig in Belfast, bis er Mitte der 1930er Jahre in die Firma des Vaters eintrat, Samuel McCausland Ltd., ein traditionsreicher Belfaster Saatguthandel.
1931 lernte er den Romancier Forrest Reid kennen, der für den literarisch interessierten 19-jährigen Gilbert zum Mentor und lebenslangen Freund wurde. Die Beziehung zwischen Gilbert und Reid, dessen Interesse für Freundschaften mit deutlich jüngeren Männern bekannt war, war nicht unproblematisch und blieb nicht ohne Spannungen. Dazu gehörte Reids 1934 erschienener Roman Brian Westby, ein offensichtliches Porträt Gilberts, dem Gilbert 1952, fünf Jahre nach Reids Tod 1947, den Roman The Burnaby Experiments gegenüberstellte, der die Beziehung aus umgekehrter Perspektive spiegelte.
1939 trat Gilbert als Freiwilliger in die Supplementary Reserve der britischen Armee ein, kämpfte mit dem 3rd Ulster Searchlight Regiment, einer Luftabwehreinheit, in Frankreich und erlebte die Evakuierung der British Expeditionary Force in Dünkirchen mit.
1943 erschien ein erster Roman, The Landslide, eine phantastische Erzählung, in der durch einen (titelgebenden) Erdrutsch urzeitliche Eier freigelegt werden, aus denen Drachen schlüpfen. Sein zweiter Roman Bombardier (1944) verarbeitet Kriegserlebnisse. Es folgten Monkeyface (1948), die Geschichte eines intelligenten Affen, der sich in der menschlichen Gesellschaft zurechtzufinden versucht, sowie der schon erwähnte Roman The Burnaby Experiments, dessen Hauptfigur, der exzentrische Millionär John Burnaby, einen jungen Mann dazu bringt, ihm bei seinen Experimenten mit „psychischer Translokation“ zu helfen und der mit Reid einige Charakterzüge gemein hat.
1945 heiratete er Kathleen Ferguson Stevenson, mit der er vier Kinder hatte.
Nach einer Pause von mehr als 15 Jahren, in der Gilbert sich Familie und Firma widmete, deren Geschäftsführer er mittlerweile war, erschien 1968 sein letzter und bekanntester Roman Ratman’s Notebooks über einen jungen Außenseiter, der sich mit einer Rattenhorde anfreundet und diese schließlich für seine Rache- und Raubzüge einsetzt.
Ratman’s Notebooks wurde unter dem Titel Willard inzwischen zweimal verfilmt, erstmals 1971 von Daniel Mann und erneut 2003 von Glen Morgan, siehe Willard (2003). 1972 kam das Sequel Ben in die Kinos, dessen gleichnamigen Titelsong der junge Michael Jackson sang.
Über die Autorschaft von Ratman’s Notebooks entstand eine gewisse Verwirrung, nachdem angenommen worden war, dass Stephen Gilbert ein Pseudonym von Gilbert Ralston sei, dem Autor des Drehbuchs von Willard, der ebenfalls 1912 geboren wurde. Außerdem wird Gilbert öfter mit dem gleichnamigen Maler Stephen Gilbert verwechselt.

## Bibliographie
- The Landslide (1943)
- Bombardier (1944)
- Monkeyface (1948)
- The Burnaby Experiments : An Account of the Life and Work of John Burnaby and Marcus Brownlow (1952)
- Ratman's Notebooks (1968, auch als Willard, 1969)
  - Deutsch: Aufstand der Ratten. Übersetzt von Walter Erev. Marion von Schröder, Hamburg 1970. Auch als: Willard oder Aufstand der Ratten. Fischer TB #1317, 1972, ISBN 3-436-01680-2.